# Rudolf Bultmann
Rudolf Karl Bultmann (Wiefelstede, 20 agosto 1884 – Marburgo, 30 luglio 1976) è stato un teologo evangelico tedesco.
Fra i suoi allievi si contano, fra gli altri, Hans Jonas, Heinrich Schlier, Uta Ranke-Heinemann, Ernst Käsemann, Günther Bornkamm, Ernst Fuchs e Herbert Braun. Bultmann è noto principalmente per il suo programma di demitologizzazione del messaggio evangelico.

## Biografia
Bultmann era figlio di un pastore protestante. Dal 1895 al 1903 frequentò il ginnasio umanistico a Oldenburg. Dopo la maturità studiò teologia evangelica a Tubinga, Berlino e Marburgo, dove si laureò nel 1910 e, due anni dopo, ottenne l'abilitazione all'insegnamento (Privatdozent). Ebbe cattedre a Breslavia (1916-20), Gießen (1920-21) e Marburg (1921-1951).
La sua Storia della tradizione sinottica del 1921 è tuttora considerata uno strumento essenziale della ricerca neotestamentaria persino da studiosi che respingono sia l'analisi di Bultmann relativa alle unità narrative di cui i Vangeli sarebbero composti (e all'utilizzo nel Nuovo Testamento delle figure retoriche dei tropi), sia quella critica delle forme di cui Bultmann è stato l'esponente di maggior rilievo.
Nella sua opera Nuovo Testamento e Mitologia, del 1941, Bultmann prospettò una demitologizzazione del messaggio evangelico. Egli non voleva tanto rendere scientifico il messaggio neotestamentario, quanto fare rilevare che il linguaggio mitico dei Vangeli trasmette una verità che non è immediatamente accessibile al pensiero scientifico. Di conseguenza il Gesù storico deve essere nettamente separato dal Cristo del kerigma.
Secondo Bultmann il linguaggio mitologico non è più comprensibile oggi all'uomo moderno, e la fede non può essere ridotta a un mero prendere per vera una serie di fatti miracolosi. Bultmann vorrebbe dunque spogliare il messaggio evangelico dal linguaggio mitologico e renderlo comprensibile all'uomo moderno. A tale scopo egli utilizza il metodo storico-critico e recepisce, dall'esistenzialismo di Martin Heidegger, il principio dell'interpretazione esistenziale, in base al quale il mito deve essere interpretato in base alla comprensione di sé dell'uomo che il mito medesimo intende comunicare.
Seguendo una tesi proposta da vari autori di Storia delle religioni, come Hans-Joachim Schoeps, Bultmann difende la teoria dell'ellenizzazione del giudeo-cristianesimo primitivo, che sarebbe stata realizzata da Paolo di Tarso sotto l'influenza delle religioni misteriche e dello gnosticismo. Secondo Bultmann, Paolo svincola Gesù di Nazaret dal suo ambito profetico giudeo e lo riveste del concetto di divinità presente nel redentore delle religioni misteriche.
Nel volume Nuovo Testamento e mitologia del 1941 sostiene che l' Incarnazione, i miracoli e la resurrezione di Gesù appartengono al suo mito e sono privi di valore storico. Nell'ambito della ricerca del Gesù storico, egli è collocato nella cosiddetta No Pasqual Quest, la posizione teologica che afferma che i vangeli sono talmente densi di contenuti mitologici che è impossibile al loro interno isolare il Gesù storico e i fatti che sono storicamente accaduti. Questo elemento è di secondaria importanza poiché, dal punto di vista protestante di Bultmann , la salvezza proviene dalla fede e dalla Sacra Scrittura (sola fide e sola Scriptura) e non dalla conoscenza dei contenuti storici. A suo parere, Dio ha voluto che fosse la fede nella morte sulla croce di Gesù la condizione per poter ricevere la grazia salvifica divina che è indispensabile all'uomo per conseguire la vita eterna, previa la sua libera adesione alla verità di Cristo.

## Influenza e critiche
Bultmann fu un insegnante eccezionale e incoraggiò l'indipendenza mentale tra i suoi studenti: il risultato furono due importanti sviluppi all'interno della "scuola Bultmann". Nel 1954 Ernst Käsemann sollevò "la questione del Gesù storico" (cioè la questione del significato della conoscenza del Gesù storico per la fede cristiana), e un certo numero di allievi di Bultmann svilupparono una posizione indipendente da quella del loro insegnante sulla questione. In seguito Ernst Fuchs e Gerhard Ebeling, basandosi sull'analisi esistenzialista di Bultmann, svilupparono un metodo di interpretazione del Nuovo Testamento che enfatizzava il modo linguistico dell'esistenza umana, dando vita alla cosiddetta nuova ermeneutica. Lo stesso Bultmann prese parte a queste discussioni insieme ai suoi allievi per tutto il tempo che la sua salute lo permise, vivendo in seguito tranquillamente a Marburgo.
Dopo la sua morte nel 1976, le posizioni di Bultmann sono state col tempo soggette a crescenti critiche, che hanno portato gli studiosi moderni a superare le sue teorie. In particolare, secondo il teologo e storico del cristianesimo Larry Hurtado, Bultmann avrebbe "avvicinato gli antichi testi cristiani con un criterio teologico, una particolare formulazione di giustificazione per fede, con la quale ha poi giudicato se gli scritti fossero validi o meno." L'esegeta e sacerdote cattolico John Paul Meier ritiene che Bultmann avesse un "modo sconcertante di risolvere complesse questioni con poche ed evasive frasi. I suoi argomenti non reggono, sebbene siano stati tramandati per generazioni".
Il filologo Bart Ehrman, pur concordando con alcune teorie di Bultmann, ha sottolineato come "tra le nostre file non vi sono più critici delle forme che concordano con le formulazioni di Bultmann, il pioniere di tale interpretazione". Anche il biblista Mauro Pesce afferma che "è ormai superata quella corrente di studiosi (fra cui Bultmann) che riteneva impossibile avere su Gesù, su ciò che egli pensava e faceva, conoscenze storiche sufficientemente certe. Negli ultimi trent'anni la convinzione che si possa ricostruire un'immagine storica di Gesù si è molto rafforzata".
L'approccio fortemente critico di Bultmann nei confronti del Nuovo Testamento ha ricevuto dure critiche anche da biblisti conservatori come Klaus Berger, Martin Hengel e Craig Blomberg. Nel suo libro Gesù ed i testimoni oculari, Richard Bauckham ha apertamente attaccato la critica delle forme proposta da Bultmann, sostenendo invece che i Vangeli siano opera di testimoni oculari della vita di Gesù.
L'approccio nei confronti del Nuovo Testamento si tradusse anche in una visione monistica del rapporto corpo-anima-spirito intese in tutta la Bibbia come sinonimi dell'intera persona e non come due parti distinte capaci di vivere separatamente dal corpo.

## Traduzioni italiane
- Esegetica I, Roma 1971
- Prediche di Marburg, Queriniana, Brescia 1973
- Credere e comprendere. Raccolta di articoli, Queriniana, Brescia 1977, 19862
- Storia ed escatologia, Queriniana, Brescia 1989, 20172
- Enciclopedia teologica. Introduzione allo studio della teologia, Milano 1989
- Nuovo Testamento e mitologia. Il manifesto della demitizzazione, Queriniana, Brescia 1970, 20188
- Teologia del Nuovo Testamento, Queriniana, Brescia 1985, 20083
- Cristianesimo primitivo e religioni antiche, Genova 1995
- Il problema della demitizzazione (con Karl Jaspers), Morcelliana, Brescia 1995
- La storia dei vangeli sinottici, EDB, Bologna 2016
- Gesù, Queriniana, Brescia 1972, 20177